# BRIT Awards 1990
Die BRIT Awards 1990 wurden am 18. Februar 1990 im Londoner Dominion Theatre verliehen. Die Moderation übernahm Cathy McGowan.
Die meisten Awards gewannen mit zwei Stück Fine Young Cannibals, Neneh Cherry und Phil Collins. Mit vier Stück hatten Lisa Stansfield und Soul II Soul die meisten Nominierungen.

## Liveauftritte
- Lisa Stansfield – All Around the World
- Neneh Cherry – Manchild
- Nigel Kennedy – Vivaldi’s Four Seasons
- Verschiedene Künstler mit The Cookie Crew – The Brits 1990 (Dance Medley)
- Phil Collins – Another Day in Paradise
- Soul II Soul – What Is Soul II Soul

## Gewinner und Nominierte
| British Album of the Year (präsentiert von Liza Minnelli) | British Producer of the Year |
| --- | --- |
| - Fine Young Cannibals – The Raw & the Cooked - Eurythmics – We Too Are One - Simply Red – A New Flame - Soul II Soul – Club Classics Vol. One - Tears for Fears – The Seeds of Love | - Dave Stewart - Coldcut - Kate Bush - Peter Gabriel - Steve Lillywhite - Stock, Aitken & Waterman |
| British Single of the Year (präsentiert von Simon Mayo) | British Video of the Year (präsentiert von Bobby Brown) |
| - Phil Collins – Another Day in Paradise - Band Aid II – Do They Know It's Christmas? - The Christians, Holly Johnson, Paul McCartney, Gerry Marsden and Stock Aitken Waterman – Ferry Cross the Mersey - Jason Donovan – Sealed with a Kiss - Jason Donovan – Too Many Broken Hearts - Jive Bunny and the Mastermixers – Swing the Mood - Jive Bunny and the Mastermixers – That’s What I Like - Jive Bunny and the Mastermixers – Let’s Party - Lisa Stansfield – All Around the World - Marc Almond & Gene Pitney – Something’s Gotten Hold of My Heart - Simple Minds – Belfast Child - Sonia – You’ll Never Stop Me Loving You - Soul II Soul – Back to Life | - The Cure – Lullaby - The Alarm – A New South Wales - The Beautiful South – Song for Whoever - Billy Joel – We Didn’t Start the Fire (Vereinigte Staaten) - De La Soul – Eye Know (Vereinigte Staaten) - Eurythmics – Don’t Ask Me Why - Farley Jackmaster Funk – Free at Last (Vereinigte Staaten) - Four Tops – Loco in Acapulco (Vereinigte Staaten) - Guns n’ Roses – Paradise City (Vereinigte Staaten) - Holly Johnson – Love Train - Janet Jackson – Miss You Much (Vereinigte Staaten) - Kaoma – Lambada (Frankreich) - Lisa Stansfield – All Around the World - M – Pop Muzik - Neneh Cherry – Manchild (Schweden) - Paul McCartney – My Brave Face - Prince – Batdance (Vereinigte Staaten) - Queen – The Invisible Man - Salif Keita – Nous Pas Bougar (Mali) - Simply Red – If You Don’t Know Me By Now - Tears for Fears – Sowing the Seeds of Love - Tina Turner – Simply the Best (Vereinigte Staaten) |
| British Male Solo Artist (präsentiert von Kim Wilde) | British Female Solo Artist (präsentiert von Rod Stewart) |
| - Phil Collins - Chris Rea - Cliff Richard - Roland Gift - Van Morrison | - Annie Lennox - Kate Bush - Lisa Stansfield - Mica Paris - Yazz |
| British Group (präsentiert von Bruce Dickinson) | British Breakthrough Act |
| - Fine Young Cannibals - Erasure - Eurythmics - Simply Red - Soul II Soul - Tears for Fears | - Lisa Stansfield - The Beautiful South - Shakespears Sister - Soul II Soul - The Stone Roses |
| Outstanding Contribution to Music (präsentiert von Terry Ellis) | International Solo Artist (präsentiert von Adam Ant) |
| - Queen | - Neneh Cherry - Bobby Brown - Gloria Estefan - Prince - Tina Turner |
| International Group (präsentiert von Ray Davies) | International Breakthrough Act |
| - U2 - Bon Jovi - De La Soul - Gipsy Kings - Guns n’ Roses - Milli Vanilli | - Neneh Cherry - Bobby Brown - De La Soul - Guns n’ Roses - Paula Abdul |
| Classical Recording | Soundtrack/Cast Recording |
| - Simon Rattle - Jeffrey Tate - John Eliot Gardiner - Nigel Kennedy - Riccardo Chailly | - Batman - Aspects of Love - Beaches - Henry V - The Cook, the Thief, His Wife and Her Lover |